# Liste des musées du Bas-Rhin
Cette page présente la liste des musées du département français du Bas-Rhin.

## Barr
- Musée de la faïencerie
- Musée de la Folie Marco (Musée de France)
- Musée du cristal

## Bischwiller
- Maison des arts
- Musée de la Laub
- Musée du centenaire (1888-1988)

## Bouxwiller
- Musée du pays de Hanau (Musée de France)
- Musée judéo-alsacien

## Brumath
- Musée archéologique
- Musée Gustave-Stoskopf
- Musée de l'hôpital psychiatrique

## Dossenheim-sur-Zinsel
- Musée des arts et traditions populaires de Dossenheim-sur-Zinzel
- Refuge fortifié de Dossenheim-sur-Zinsel

## Erstein
- Musée Würth
- Etappenstall Maison du patrimoine

## Gertwiller
- Musée du pain d'épices et de l'Art Populaire Alsacien
- Musée viti-vinicole

## Grandfontaine
- Musée de la mine de fer de Framont
- Musée du Framont (musée de la 2 CV Citroën)

## Haguenau
- Musée alsacien (Musée de France)
- Musée du bagage
- Musée historique (Musée de France)

## Hatten
- Musée de la casemate Esch Ligne Maginot
- Musée de l'abri Hatten ligne Maginot
- La cour de Marie (musée agricole privé)

## La Petite-Pierre
- Musée des arts et traditions populaires
- Musée du sceau alsacien

## Lembach
- P'tit Fleck
- Ouvrage du Four-à-chaux Ligne Maginot

## Marmoutier
- Centre européen de l'orgue-flûtes du monde
- Musée du patrimoine et du judaïsme alsacien

## Mutzig
- Musée du Fort de Mutzig Feste Kaiser Wilhelm II
- Château de Rohan (Mutzig): Musée Régional d'Armes
- Musée municipal

## Pfaffenhoffen
- Musée de l'image populaire de Pfaffenhoffen

## Saverne
- Tour du télégraphe Chappe de Saverne
- Musée du château des Rohan

## Schiltigheim
- Pixel Museum (déménagement à Bruxelles en juin 2020)[1]

## Schirmeck
- Mémorial de l'Alsace-Moselle
- Musée de la Côte du château de Schirmeck

## Sélestat
- Bibliothèque humaniste
- Maison du pain d'Alsace

## Strasbourg
- Ancienne douane
- Cabinet des estampes et des dessins (Musée de France)
- Collection d'objets ethnographiques de l'université de Strasbourg
- Le Vaisseau
- Musée Adolf Michaelis
- Musée alsacien (Musée de France)
- Musée archéologique (Musée de France)
- Musée d'art moderne et contemporain (Musée de France)
- Musée de l'Œuvre Notre-Dame (Musée de France)
- Musée de minéralogie
- Musée de sismologie et de magnétisme terrestre
- Musée des arts décoratifs (Musée de France)
- musée des beaux-arts (Musée de France)
- Musée historique (Musée de France)
- Musée Tomi Ungerer
- Musée zoologique de la ville de Strasbourg (Musée de France)
- Musée Vodou
- Naviscope d'Alsace
- Planétarium de Strasbourg

## Wissembourg
- Musée Pierre Jost
- Musée Westercamp

## Autres villes
- Maison du Val de Villé, Albé
- Musée de la poterie, Betschdorf (Musée de France)
- Musée du bain rituel juif, Bischheim
- Musée d'apiculture, Colroy-la-Roche
- Musée de la casemate Ligne Maginot, Dambach-Neunhoffen
- Musée de Dehlingen, villa et jardin gallo-romains du Gurtelbach
- Musée de la fortification Maginot, Drachenbronn-Birlenbach
- Musée des traditions des arts populaires et de l'archéologie, Eschau
- Musée du chocolat, Geispolsheim
- Musée des arts et des traditions populaires, Gottesheim
- Maison des Rochers de Graufthal
- Musée du pays de la Zorn, Hochfelden
- Fort de Schœnenbourg Hunspach
- Maison de la manufacture d'armes blanches, Klingenthal
- Maison rurale de l'Outre-Forêt, Kutzenhausen
- MM Park France, La Wantzenau
- Abri du Heidenbuckel, Leutenheim
- Château de Lichtenberg
- Mémorial-Musée de la Ligne Maginot du Rhin, Marckolsheim
- Musée français du Pétrole Merkwiller-Pechelbronn
- Musée de la Chartreuse et Fondation Bugatti, Molsheim (Musée de France)
- Musée des arts et traditions populaires de Neuviller-la-Roche
- Maison de l'archéologie des Vosges du Nord, Niederbronn-les-Bains (Musée de France)
- Maison des châteaux-forts d'Obersteinbach
- Musée de la batellerie Péniche Cabro, Offendorf
- Maison d'Offwiller
- Château du Haut-Koenigsbourg, Orschwiller
- Musée de l'image populaire, Pfaffenhoffen (Musée de France)
- Musée de la scierie à Haut-Fer, Ranrupt
- Musée historique et industriel, musée du fer, Reichshoffen (Musée de France)
- Parc de la maison alsacienne, Reichstett
- Musée régional de l'Alsace Bossue, Sarre-Union
- Musée Krumacker d'archéologie, Seltz
- Maison du Kochersberg, Truchtersheim
- Musée du pain, Uhlwiller
- Musée Jean-Frédéric Oberlin, Waldersbach (Musée de France)
- Maison de l'histoire et des traditions de la Haute-Moder, Wimmenau
- Musée Lalique, Wingen-sur-Moder (Musée de France)
- Musée de la bataille du 6 août 1870, Wœrth